# Поджо-Сан-Вичино
Поджо-Сан-Вичино (итал. Poggio San Vicino) — коммуна в Италии, располагается в регионе Марке, в провинции Мачерата.
Население составляет 303 человека (2008 г.), плотность населения составляет 25 чел./км². Занимает площадь 12 км². Почтовый индекс — 62020. Телефонный код — 0733.
Покровительницей коммуны почитается святая Екатерина Сиенская, празднование 30 апреля.

## Демография
Динамика населения:

## Администрация коммуны
- Официальный сайт: http://www.poggiosanvicino.sinp.net/